# Monumento a Daniele Manin
Il Monumento a Daniele Manin è un monumento dedicato al patriota fondatore della Repubblica di San Marco, Daniele Manin, situato nell'omonimo campo.
Fu inaugurato il 22 marzo 1875, mentre il 22 marzo 1868 giunsero le ceneri e furono celebrati i suoi funerali in Piazza San Marco. Fu posizionato di fronte alla sua casa, nel campo che allora si chiamava Campo San Paternian.

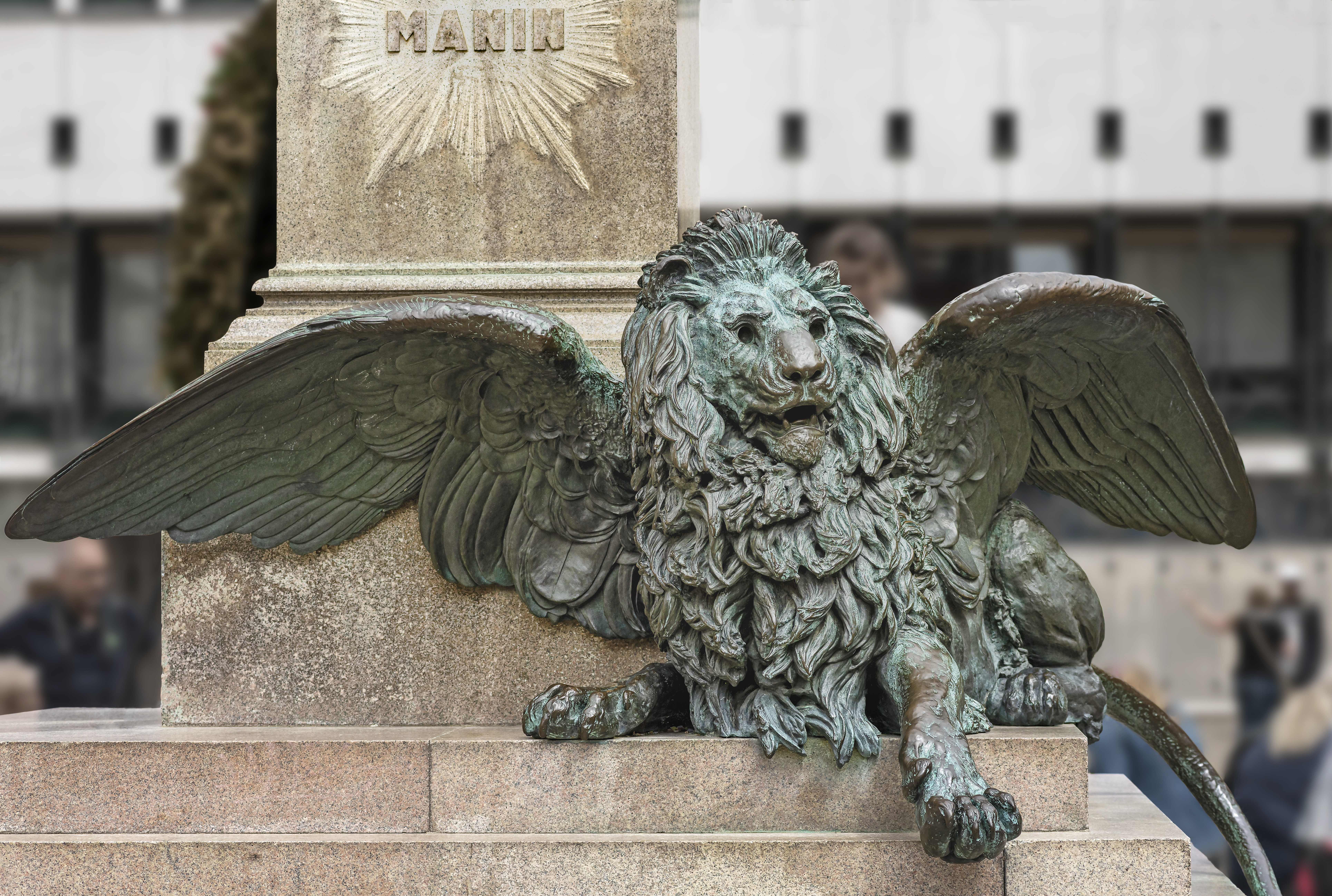
Leone sotto la statua